# Zvonice ve Slavoňově
Zvonice stojí v blízkosti kostela svatého Jana Křtitele na okraji obce Slavoňov v okrese Náchod. V roce 2014 byla nařízením vlády České republiky prohlášena za národní kulturní památku České republiky spolu s kostelem svatého Jana Křtitele, ohradní zdí a dřevěnou márnicí.

## Historie
Kostel je zmiňován už v roce 1350 a zanikl pravděpodobně za husitských válek. Zvonice může být pozůstatkem tohoto opevněného kostela. Vznik zvonice se přesto klade do doby vzniku kostela do období kolem roku 1550. V roce 1964 byla zvonice zapsána do Ústředního seznamu kulturních památek a v roce 2014 byla nařízením vlády 106 ze dne 28. května 2014  prohlášena za národní kulturní památku ČR

## Popis
Polozděná zvonice je samostatně stojící věžová stavba postavenou na půdorysu čtverce s předsazeným zvonovým patrem svisle bedněným a stupnicovou stanovou střechou krytou šindelem. Zděná část zvonice je součástí opukové ohradní zdi, jejíž přízemí slouží jako brána na hřbitov. Průchod má valenou klenbu s výsečí s hřebínky na hranách. Nad průchodem je střílnové okénko s trámovým nadpražím a v hloubce s kamennou deskou. Do dřevěného patra se vstupuje strmým venkovním schodištěm postaveném směrem ke kostelu. Vstup má dřevěný trámový portál se svisle bedněnými dveřmi. Schodiště je strmé se stupni ze štípaných trámů. V ostění jsou zazděny tři vodorovné trámy. Bednění je svislé s vyřezávanými příložky, a olištovanými spárami. Ve stěnách jsou dvojice oken se segmentovým zaklenutím a se svisle bedněnými okenicemi, na čelní straně jen jedno okno. Ze zděné části do zvonového patra vede vnitřní žebříkové schodiště stejné konstrukce jako venkovní.
Ve vysokém zvonovém patře je na kamenné podezdívce umístěna vzpěradlová dřevěná zvonová stolice, na níž jsou umístěny dva zvony vedle sebe a třetí napříč.

## Zvony
Ve zvonici byly do roku 1917 tři zvony. Zvon Ave Maria o hmotnosti 72 kg byl rekvírován. Největší zvon byl odeslán do Nového Města nad Metují, kde byl vyměněn za prasklý zvon. V roce 1927 byly pořízeny dva nové zvony: větší o hmotnosti 1281 kg, menší o hmotnosti 392 kg. Oba byly rekvírovány 26. března 1942.
Po ukončení druhé světové války se začalo jednat o vrácení starého zvonu z Nového Města nad Metují. Za tímto účelem byla pořádána sbírka k zakoupení zvonu pro toto město. Z vybraných peněz slila firma Kovolit R. Manoušek a spol. z České u Brna dva zvony. Zvon o hmotnosti 1200 kg byl předán do Nového Města a druhý byl pro Slavoňov ulit v roce 1950. Starý zvon byl navrácen a znovu vysvěcen 18. září 1949.
- Největší zvon má průměr 1,230 m by ulit zvonařem F. A. Frankem v roce 1773, do dokazuje nápis na čepci: „Franciscus Frank me fudit Prage“ Zvon byl ulit v roce 1589 a pak přelit v roce 1753 a znovu v roce 1773. Druhý nápis je na plášti zvonu: „Fusa 1589, Refusa 1753, Iterato refusa 1773 Regnate Maria Theresia Imperatrix, Regina Hungariae, Bohemiae, et Imperatore Romano Josepho II. Serenissimo Dom. Opocnenesis Domini principe Rudolph de Colloredo, Parocho Franc. Ant. Reith Neuhradecensis.“ Vpředu je reliéf svatého Jana Křtitele.[2][6]
- Střední zvon  o průměru 1,022 m ulil v roce 1561 zvonař a konvář Václav Farář (Konvář), známý také pod jménem Václav Trodocel, z Hradce Králové. Zvon má šestiramennou korunu a na čepci nápis: „Leta Panie 1561 tento zwon slyt gest ku cti a chwale Panu Bohu wssemohaucimu, od trojiho panstwi k zadussi Slawoňowskemu skrze W. F. konwarze w Hradczy.“[2][6]
- Nejmenší zvon ulitý v roce 1950 má průměr 0,836 m a hmotnost 372 kg. Na čepci má nápis: „SV. VÁCLAVE NEDEJ ZAHYNOUTI NÁM NI BUDOUCÍM / SLAVOŇOV / L.P. 1950 / Z.U.K. ČESKÁ U BRNA“ V roce 2000 bylo nainstalováno automatické zvonění na tento zvon. [2]